# Román Oréshnikov
Román Oréshnikov –en ruso, Роман Орешников– (Kerch, URSS, 6 de febrero de 1983) es un deportista ruso que compitió en bobsleigh en la modalidad cuádruple.
Ganó una medalla de plata en el Campeonato Mundial de Bobsleigh de 2008 y dos medallas en el Campeonato Europeo de Bobsleigh, oro en 2009 y plata en 2007.

## Palmarés internacional
| Campeonato Mundial | Campeonato Mundial         | Campeonato Mundial | Campeonato Mundial |
| Año                | Lugar                      | Medalla            | Prueba             |
| ------------------ | -------------------------- | ------------------ | ------------------ |
| 2008               | Altenberg (Alemania)       | Medalla de plata   | Cuádruple          |
| Campeonato Europeo |                            |                    |                    |
| Año                | Lugar                      | Medalla            | Prueba             |
| 2007               | Cortina d'Ampezzo (Italia) | Medalla de plata   | Cuádruple          |
| 2009               | Sankt Moritz (Suiza)       | Medalla de oro     | Cuádruple          |